# Archivo General de la Universidad Complutense de Madrid

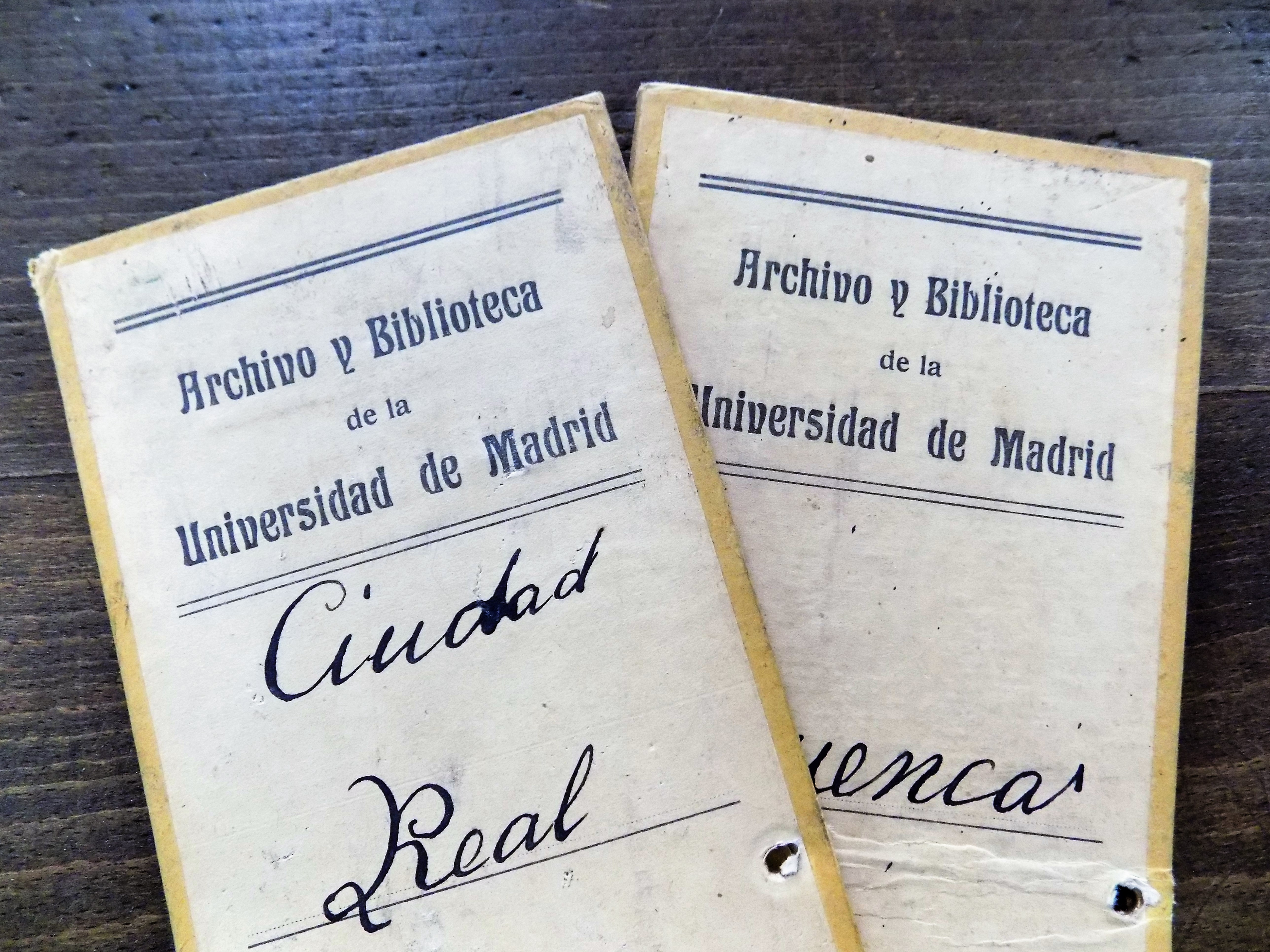
Cartelas del Archivo y Biblioteca de la Universidad de Madrid

El Archivo de la UCM, es el órgano encargado de gestionar el patrimonio documental de la Universidad Complutense de Madrid, cumpliendo con una doble función cultural y administrativa. Se adscribe orgánicamente a la Secretaría General.
El patrimonio documental de la Universidad Complutense de Madrid está formado por todos los documentos que ésta  produce o recibe por cualquier medio, independientemente de su antigüedad,  de su soporte o de la ubicación que éstos tengan. Dicho patrimonio se encuentra sometido a los Estatutos de la Universidad Complutense, al Reglamento del Archivo de la UCM y a la legislación vigente, tanto autonómica como estatal en materia de archivos.
Los orígenes del Archivo de la Universidad Complutense se remontan a la creación de los primeros colegios de la Universidad de Alcalá a principios del siglo XVI. La documentación generada en sus más de tres siglos de trayectoria fue trasladada a Madrid en 1836 junto con las colecciones bibliográficas y otros bienes patrimoniales de la Universidad. En el reglamento interno de 1853 ya consta la existencia de un negociado de archivo dependiente de la Secretaría General. La creación del cuerpo de archiveros y bibliotecarios y de su órgano superior, la Junta Facultativa, reforzaron el funcionamiento del Archivo Universitario de Madrid durante la segunda mitad del siglo XIX, aunque la escasez de todo tipo de recursos, y, fundamentalmente, la inexistencia de una sede y un personal especializado al cargo del mismo, impidieron que lograra la solidez necesaria para mantenerse firme en años posteriores.
En 1895 se decreta la integración de los archivos universitarios en las correspondientes bibliotecas, perdiendo estos su definición en los organigramas de las universidades. En el caso de la Universidad de Madrid, el Archivo se incorpora a la Biblioteca de la Facultad de Derecho, como una sección de la misma. Poco después, la Universidad autoriza la salida de la documentación de los antiguos colegios alcalaínos al Archivo Histórico Nacional, un destino al que se unirán, dos décadas más tarde, gran parte de los fondos generados por la Universidad en la segunda mitad del siglo XIX.
Tras la Guerra Civil, la Ley de Universidades de 1943 estableció la fragmentación de la custodia del patrimonio documental, haciendo depender el archivo histórico universitario de la dirección de las bibliotecas universitarias y el administrativo de las secretarías generales. Una ruptura que, en el caso de la Universidad Complutense, se mantendría hasta 2004, año en que el Archivo (AUCM) se configura como un servicio administrativo único, de carácter transversal, vinculado a la Secretaría General. 
En la actualidad, el AUCM es un centro moderno, con una imagen consolidada y una identidad institucional dentro de la organización de la Universidad Complutense de Madrid. Está compuesto por un sistema de archivos, integrados en una dirección única. Por un lado, los archivos centrales, encargados de gestionar la documentación relativamente reciente y todavía cercana a las oficinas que la generaron. Por otro lado, el Archivo Intermedio e Histórico, responsable de la custodia y el tratamiento de la documentación de valor permanente. Así, en su conjunto, el AUCM aparece como el auténtico gestor y custodio de la memoria de la Universidad Complutense en sus siete siglos de historia.